# Metallata contiguata
Metallata contiguata là một loài bướm đêm trong họ Erebidae.